# ユニバーサル・アニメーション・スタジオ
ユニバーサル・アニメーション・スタジオ（英語: Universal Animation Studios LLC）、旧称: ユニバーサル・カートゥーン・スタジオ（英語: Universal Cartoon Studios）は、アメリカのアニメーションスタジオであり、ユニバーサル1440 エンターテイメントの一部門である。『リトルフット』、『アメリカ物語』、『バルト』などのユニバーサル作品の長編映画の続編、その他の映画やテレビ番組を行っている。

## 映画

### 長編映画
| 題名                         | 発売日         | との共同制作                                         | 上映時間 |
| ---------------------------- | -------------- | ---------------------------------------------------- | -------- |
| おさるのジョージ             | 2006年2月10日  | イマジン・エンターテインメント                       | 86分     |
| ねずみの騎士デスペローの物語 | 2008年12月19日 | レラティビティ・メディア、フレームストア             | 93分     |
| ウッディー・ウッドペッカー   | 2017年10月5日  | ユニバーサル・ピクチャーズ・ホームエンターテイメント | 91分     |